# C-520
La  C-520  era una carretera comarcal que comunicaba Cáceres con Villanueva de la Serena, pasando por Miajadas.

## Trazado
La  C-520  iniciaba su recorrido en Cáceres en dirección Miajadas, tras atravesar Miajadas se dirigía hacia las poblaciones de Santa Amalia, Medellín, Don Benito y Villanueva de la Serena